# Leonardo Moreira
Leonardo Moreira (盛礼良 レオナルド Moreira Leonardo?), född 4 februari 1986 i Minas Gerais, är en japansk fotbollsspelare.
Moreira började sin karriär 2005 i Japan Soccer College. Efter Japan Soccer College spelade han för Sagan Tosu, Tokyo Verdy, Tochigi SC, Giravanz Kitakyushu, Blaublitz Akita, ReinMeer Aomori och Maruyasu Okazaki.